# Parafia Wszystkich Świętych w Siemoni
Parafia Wszystkich Świętych w Siemoni – parafia rzymskokatolicka, znajdująca się w diecezji sosnowieckiej, w XIII – św. Jakuba Apostoła w Sączowie.